# Чарково (Косцянський повіт)
Чарково (пол. Czarkowo, нім. Deutsch Nesslau) — село в Польщі, у гміні Косцян Косцянського повіту Великопольського воєводства.
Населення — 185 осіб (2011).
У 1975-1998 роках село належало до Лешненського воєводства.

## Демографія
Демографічна структура станом на 31 березня 2011 року:
|          | Загалом | Допрацездатний вік | Працездатний вік | Постпрацездатний вік |
| -------- | ------- | ------------------ | ---------------- | -------------------- |
| Чоловіки | 88      | 15                 | 67               | 6                    |
| Жінки    | 97      | 19                 | 63               | 15                   |
| Разом    | 185     | 34                 | 130              | 21                   |